# 山地憲治
山地 憲治（やまじ けんじ、1950年2月25日 - ）は、日本のエネルギー学者。東京大学名誉教授。
専門は地球温暖化問題やエネルギー問題に関するモデル分析。工学博士。
- 1950年 香川県生まれ[2]。
- 1962年 香川大学教育学部附属坂出小学校卒業[3]。
- 1965年 香川大学教育学部附属坂出中学校卒業。
- 1968年 香川県立高松高等学校卒業[1]。
- 1972年 東京大学工学部原子力工学科卒業[1]。
- 1977年 東京大学大学院工学系研究科博士課程修了[1]。1994年まで（財）電力中央研究所に在籍[1]。
- 1994年 東京大学大学院工学系研究科電気工学専攻（現・電気系工学専攻）教授[1]。
- 2010年 東京大学退職、4月より（財）地球環境産業技術研究機構（RITE）理事・研究所長[1]。東京大学名誉教授[2]。
- 2011年 福島原発事故独立検証委員会有識者委員[1]。

## 役職
- 日本学術会議会員
- エネルギー・資源学会会長

## 著書
- 博士論文「原子力計画のシステム分析に関する研究」工学博士, 東京大学,甲第4290号,1977年3月29日.
- 「エネルギー・R&D」(共著、省エネルギーセンター、1989年)
- "Carbon Emission Control Strategies: Studies in International Cooperation" (共著、World Wildlife Fund and The Conservation Foundation, 1990)
- 「原子力は地球環境を救えるか」(日刊工業新聞社、1990年、エネルギーフォーラム賞優秀賞)
- "Energy Systems Management and Economics" (編共著、Pergamon Press, 1990)
- 「生活資源論」(共著、朝倉書店、1992年)
- "Limiting the Greenhouse Effect: Options for Controlling Atmospheric CO2 Accumulation" (共著、John Wiley & Sons Ltd. , 1992 )
- 「有限の地球と人間活動」(共著、オーム社、1993年)
- 「トリレンマへの挑戦：人類いま選択のとき」(分担執筆、毎日新聞社、1993年、エネルギーフォーラム賞普及啓発賞)
- 「地球環境経済論(下)」(共著、慶應通信、1995年)
- 「グローバルエネルギー戦略：地球環境時代の21世紀シナリオ」(共著、電力新報社、1995年、第16回エネルギーフォーラム賞)
- 「エネルギー・資源ハンドブック」(分担執筆、オーム社、1996年)
- "Energy and Environmental Regulation"(共著, Macmillan, UK, 1996)
- 「21世紀に向かう日本経済 人口・国際環境・産業・技術」(共著、東洋経済新報社、1997年)
- 「原子力がひらく世紀」(分担執筆、日本原子力学会、1998年)
- "Human Choice & Climate Change Vol.2 Resources and Technology" Chapter 4 Energy and Industry (分担執筆、Battele Press, 1998)
- 「どうする日本の原子力」（編共著、日刊工業新聞社、1998年、第19回エネルギーフォーラム賞）
- 「岩波講座地球環境学9 地球システムを支える21世紀型科学技術」（共著、岩波書店、1998年）
- 「ポスト市場主義経済」（共著、ミオシン 出版、1998年）
- 「エネルギー活用事典」（分担執筆、産業調査会、1999年)
- 「環境マネジメント便覧」（分担執筆、日本規格協会、1999年）
- 「OR事典2000」（分担執筆、日本オペレーションズ・リサーチ学会、2000年）
- 「21世紀の環境予測と対策」（共著、丸善、2000年）
- 「東大は主張する」(分担執筆、(財)東京大学新聞社編、六甲出版、2000年)
- 「エネルギー負荷平準化」（編著、(財)省エネルギーセンター、2000年）
- 「バイオエネルギー」(編著、ミシオン出版、2000年)
- 「エネルギー学を考える」（分担執筆、学術会議業書4、（財）日本学術協力財団、2001年）
- "CLIMATE CHANGE 2001 Mitigation"（分担執筆、Intergovermental Panel on Climate Change, CAMBRIDGE UNIVERSITY PRESS,2001）
- 「本音で話そう,地球温暖化」（分担執筆、日本化学会編、丸善株式会社,pp.141-152、2002年）
- 「バイオマスエネルギーの特性とエネルギー変換・利用技術」（共著、株式会社エヌ・ティー・エス、2002年)
- 「バイオマスハンドブック」（共著、オーム社、2002年)
- 「環境ハンドブック」（分担執筆、社団法人産業環境管理協会, 丸善株式会社、2002年)
- 「人口減少下の社会資本整備 拡大から縮小への処方箋」（分担執筆、土木学会、2002年)
- 「岩波講座 環境経済・政策学第5巻 環境保全への政策統合」（共著、岩波書店、2002年)
- "Intergrated Assessment of Sustainable Energy Systems in China"（共著、Kluwer Academic Publishers, 2003)
- 「化学便覧 第6版 応用化学編」（分担執筆、社団法人日本化学会編、丸善株式会社、2003年）
- "Encyclopedia of Life Support Systems"（分担執筆、Eolss Publishers Co Ltd, 2003）
- 「生態学事典」（分担執筆、共立出版株式会社、2003年）
- 「グローバルエネルギーシナリオ」（編著、第22回世界ガス会議東京大会組織委員会製作、（株）エネルギーフォーラム、2003年）
- 「アジアのエネルギーの将来展望」（編著、第22回世界ガス会議東京大会組織委員会製作、（株）エネルギーフォーラム、2003年）
- 「原子力がひらく世紀（改訂版）」（分担執筆、（社）日本原子力学会編、2004年）
- 「エネルギーの本」（単著、考えよう地球環境第6巻、（株）ポプラ社 2004年）
- 「分散エネルギーシステム」（編著、エネルギー・資源学会、（財）省エネルギーセンター、2004年）
- 「地球環境2004-05温暖化対策の長期戦略」（分担執筆、（株）エネルギーフォーラム、2004年）
- 「エネルギー学の視点」（電気新聞ブックス、日本電気協会、2004年）
- 「エネルギーを語る 33の視点・論点」（分担執筆、（株）エネルギーフォーラム、2005年）
- 「AERAMook新版 環境学がわかる」（分担執筆、朝日新聞社、2005年）
- 「バイオマス用語辞典」社団法人日本エネルギー学会編 （オーム社、2006年）
- 「先端科学技術要覧」（分担執筆、OHM編集部編、2006年）
- 「環境経済・政策学の基礎知識」（分担執筆、有斐閣ブックス 2006年）
- 「エネルギー・環境・経済システム論」（単著、岩波書店、2006年）
- 「エネルギーシステム工学概論」（共著、電気学会、2007年）
- 「システム数理工学－意思決定のためのシステム分析－」（単著、数理工学社、2007年）
- 「シナリオ2019－日本と世界の近未来を読む－」（共著、東洋経済新報社、2007年）
- "Climate Change 2007, Mitigation of Climate Change"（分担執筆、Intergovermental Panel on Climate Change, CAMBRIDGE UNIVERSITY PRESS,2007）
- 「水素エネルギー社会」（編著、エネルギー・資源学会、2008年）
- 「バイオマス読本2008～2009」（分担執筆、（株）エネルギージャーナル社、2008年）
- 「原子力の過去・現在・未来」（単著、コロナ社 2009年、第30回エネルギーフォーラム賞優秀賞）
- 「システム思考のすすめ」（単著、日本電気協会新聞部 2009年）
- 「新・地球温暖化対策教科書」（監修、オーム社 2009年）
- 「地球環境テキストブック エネルギー工学」（編著、オーム社 2010年）
- 「エネルギー検定－問題と解説－初級・中級編」（編著、エネルギーフォーラム社 2010年）
- (今田高俊・鈴木達治郎・武田精悦・石橋克彦・山口幸夫・舩橋晴俊・千木良雅弘・山地憲治・柴田徳思・大西隆) 『高レベル放射性廃棄物の最終処分について 学術会議叢書(21)』(公益財団法人日本学術協力財団, 2014)